# ونگسویک
ونگسویک (به لاتین: Vangsvik) یک منطقهٔ مسکونی در نروژ است که در Tranøy واقع شده‌است.

## خصوصیات
ونگسویک ۲۰ متر بالاتر از سطح دریا واقع شده‌است.